# Morti nel 1367
| Questa pagina contiene informazioni ricavate automaticamente dalle voci biografiche con l'ausilio del template Bio e di un bot. L'aggiornamento è periodico e automatico e ricostruisce completamente la pagina. Se manca una persona in questa lista, sei pregato di non aggiungerla, ma accertati piuttosto che la sua voce biografica contenga il template Bio e che i dati anagrafici siano correttamente compilati. Se il template Bio manca, inseriscilo tu stesso o, in alternativa, metti l'avviso {{tmp\|Bio}} che ne segnala la mancanza. Se i dati riportati sono sbagliati, correggi direttamente la voce biografica; le modifiche saranno visibili in questa lista entro pochi giorni. Per chiarimenti vedi il progetto biografie. La lista contiene solo le 26 persone che sono citate nell'enciclopedia e per le quali è stato implementato correttamente il template Bio. Pagina aggiornata al 18 ago 2025. |

- 9 gennaio - Giulia Della Rena, religiosa italiana (n. 1319)
- 18 gennaio - Amedeo III di Ginevra, conte (n. 1311)
- 18 gennaio - Pietro I del Portogallo, re portoghese (n. 1320)
- 13 marzo - Galasso I Pio, condottiero italiano
- 15 marzo - Jean I Le Meingre, militare francese
- 15 marzo - Galeotto I Malaspina, giudice italiano
- 19 marzo - Sibillina Biscossi, monaca cristiana, mistica e veggente italiana (n. 1287)
- 15 aprile - Ruffino Landi, vescovo cattolico italiano
- 27 aprile - Kenna di Lituania, duchessa lituana
- 10 maggio - Élias de Saint-Yrieix, cardinale, vescovo cattolico e abate francese
- 17 maggio - Giacomo di Savoia-Acaia, nobile italiano (n. 1325)
- 20 maggio - Pierre Itier, cardinale e vescovo cattolico francese
- 31 luglio - Giovanni Colombini, mercante italiano (n. 1304)
- 24 agosto - Egidio Albornoz, cardinale, generale e politico spagnolo (n. 1310)
- 31 agosto - Aimone III di Ginevra, nobile
- 1º settembre - Giovanna Soderini, religiosa italiana (n. 1301)
- 28 dicembre - Ashikaga Yoshiakira, militare giapponese (n. 1330)
- 31 dicembre - Niccolò di Alife, notaio italiano
- Edoardo Balliol, nobile scozzese
- Egidio Boccanegra, corsaro italiano
- Luchino Dal Verme, politico, diplomatico e condottiero italiano (n. 1320)
- Orso Dolfin, patriarca cattolico italiano
- Ramberto I Malatesta, condottiero italiano (n. 1302)
- Nicolò Matafari, arcivescovo cattolico italiano
- Niccolò da Montefeltro, condottiero italiano (n. 1319)
- Guido Sette, arcivescovo italiano (n. 1304)